# Obietnice! Obietnice!
Obietnice! Obietnice! (ang. Promises! Promises!) – amerykańska komedia erotyczna z 1963 roku w reżyserii Kinga Donovana.

## Opis fabuły
Sandy Brooks (Jayne Mansfield) jest zdecydowana by zajść w ciążę ale jej mąż Jeff (Tommy Noonan), telewizyjny scenarzysta, nie jest na to gotowy. W czasie morskiej podróży spotykają inną parę, Claire i Kinga Bannera (Marie MacDonald i Mickey Hargitay). Pary wymieniają się partnerami. Później obie kobiety odkrywają, że są w ciąży i chcą określić, który z mężczyzn jest ojcem dziecka.

## Obsada
- Jayne Mansfield - Sandy Brooks
- Tommy Noonan - Jeff
- Claire - Marie MacDonald
- Mickey Hargitay - King Banner

## Miejsce w kulturze popularnej
Jest to pierwszy amerykański film dźwiękowy, w którym gwiazda Hollywood wystąpiła nago. Jayne Mansfield wystąpiła w 3 scenach nago, a aby dodać sobie odwagi przed pracą na planie wypiła wcześniej trochę szampana.

## Odbiór
Film został zakazany w kilku amerykańskich miastach, chociaż później sąd w Cleveland uznał, że sceny w filmie nie były nieprzyzwoite. Poza Kalifornią film odniósł sukces komercyjny.